# Redmi Note 9T
Redmi Note 9TはXiaomiが開発し、2021年2月2日に国内発表、2月26日に発売したAndroid搭載スマートフォンである。

## 概要
Xiaomiは2021年2月2日に行われたTwitterのライブ配信にて発表された「Redmi 9T」と、同時に発表されたソフトバンク向けの「Redmi Note 9T」を日本市場に投入することを発表し、同月2月5日に「Redmi 9T」を、同月2月26日に「Redmi Note 9T」を発売した。
ソフトバンクで販売された価格は64GBモデル/128GBモデルともに税込21,600円となっている。
OSは、Android 11をベースにしたMIUI 13が初期搭載された。
画面は6.53インチのドット・ドロップ・ディスプレイを採用しており、筐体側面に指紋認証センサーを搭載している。
背面カメラは4800万画素のメインカメラ、200万画素のマクロカメラ、200万画素の深度カメラで構成される3眼カメラが搭載され、最大4K30fpsの動画撮影や1080Pまたは720Pでの120fpsのスローモーション撮影が可能になっている。
前面には13MPのカメラが搭載されており、1080Pまたは720Pでの30fpsの動画撮影のほか、720Pでの120fpsのスローモーション撮影も可能になっている。
USB Type-Cを充電・通信ポートに採用するほか、3.5mmイヤホンジャックやFeliCa（おサイフケータイ® 対応）や赤外線通信機能を備えている。
バッテリー容量は5,000mAhの大容量バッテリーが搭載されており、最大15Wの急速充電に対応している。
無線通信は、Wi-Fi 5とBluetooth 5.1に対応する。
SIMカードのサイズは、nano-SIMである。
【出典】
- ソフトバンク、5Gスマホ「Redmi Note 9T」を発表！2月下旬発売、2月3日予約開始。価格は2万1600円でMNPなら一括1円。シャオミ初のFeliCa対応[2]

## デザイン

### カラーバリエーション
カラーはナイトフォールブラック、デイブレイクパープルの2色を展開している。
| カラー | カラーネーム           |
| ------ | ---------------------- |
|        | ナイトフォールブラック |
|        | カデイブレイクパープル |

## 技術仕様

### 本体
- 高さ：162 mm
- 幅：77 mm
- 厚さ：9.1 mm
- 重量：200 g

### RAM/ROM
- RAM：4GB
- ROM：UFS2.1 64GB/UFS2.2 128GB
- 外部ストレージ：microSDXC 最大1TB

### バッテリー
- バッテリー容量：5,000mAh
- 連続通話時間：約2,200分（4G LTE〔FDD-LTE〕）
- 連続待受時間：約450時間（4G LTE〔FDD-LTE〕） 　　　　　　　約430時間（AXGP）
- 充電時間：約158分（USB Type-C PD対応 ACアダプタ）

### 無線通信

#### SIM
- nano-SIM
- eSIM非対応

#### 対応周波数
〔SIMフリーモデル〕
- 2G（GSM）：2/3/5/8
- 3G（W-CDMA）：1/2/4/5/8
- 4G LTE（FDD）：1/2/3/4/5/7/8/12/17/18/19/26/28/32
- 4G LTE（TDD）：38/40/41/42
- 5G NR（Sub-6）：n3/n28/n77/n78/n79

〔SoftBankモデル〕
- 2G（GSM）：2/3/5/8
- 3G（W-CDMA）：1/2/4/8
- 4G LTE（FDD）：1/2/3/4/5/7/8/12/17/18/19/26/28
- 4G LTE（TDD）：38/40/41/42
- 5G NR（Sub-6）：n3/n28/n77

4G対応周波数において、日本の通信事業者大手4キャリア（docomo, au, SoftBank, 楽天モバイル）の主要バンド（Band1/3/8/18/19/26）はすべてカバーしている。
SoftBankモデルの対応5G周波数においては、新たに割り当てられた5G用周波数（3.7GHz帯/4.5GHz帯）のうち、docomoのn78,n79とau（KDDI）のn78と追加割り当てのn40以外のau（KDDI）とSoftBankと楽天モバイルが使用しているn77をカバーしている。
4Gの5G転用の周波数については、au（KDDI）,SoftBankのn3・docomo,au（KDDI）,SoftBankのn28に対応している。このほかの転用5Gについては非対応である。

#### Wi-Fi / 近距離無線通信
- Wi-Fi 5（IEEE802.11a/b/g/n/ac）2.4GHz/5GHz
- Bluetooth 5.1
- FeliCa（おサイフケータイ® 対応）

#### 衛星測位システム
GPS: L1, GLONASS, BeiDou, Galileo, NavIC
A-GPS補助測位 | 電子コンパス | 無線ネットワーク | データネットワーク

### メディア

#### オーディオ
3.5mmイヤホンジャック

#### オーディオ再生
3GPP, MP4, MP3, M4a, AMR, WMA, AIFF, DSF, DFF, ASF, OGG Vorbis, WAVE, MIDI, XMF, RTTTL／RTX, OTA, iMelody, ADTS raw AAC, FLAC, ALAC, APE, GSM, Opus, APE

#### センサー
近接センサー, 周囲光センサー, 加速度センサー, 電子コンパス, 振動モーター, 赤外線ブラスター

#### 同梱物
画面保護シート（試供品・貼り付け済み）, 22.5W AC アダプタ（試供品）, USB Type-C™ケーブル（試供品） SIM取り出し用ピン（試供品）, ソフトケース（試供品） クイックスタート, お願いとご注意